# Silkeborgmotorvejen
De Silkeborgmotorvejen (Nederlands: Silkeborg-autosnelweg)  is een  autosnelweg in Denemarken, die Funder met Låsby moet gaan verbinden. De autosnelweg moet de huidige weg tussen beide steden vervangen.
De Silkeborgmotorvejen zal onderdeel zijn van de Primærrute 15. Deze weg loopt van Herning naar Aarhus.